# 温州 (湖北)
温州，中国古代的州，位于今湖北省。
西魏废帝三年（553年）改新州置温州，治所在角陵县（隋朝改名京山县，即今京山市）。辖境约当今湖北省京山市一带。隋炀帝大业初废，地入安陆郡。唐高祖武德四年（621年）以京山县、富水县复置温州，唐太宗贞观八年（634年），长寿县来属。贞观十七年（643年）废温州，地入郢州。
温州刺史
- 许智仁（武德年间）
- 独孤义恭（武德年间）